# Адамівська сільська рада (Баранівський район)
Адамівська сільська рада — колишня адміністративно-територіальна одиниця та орган місцевого самоврядування у Мархлевському (Щорському, Довбишському), Баранівському районах Волинської округи, Київської та Житомирської областей УРСР з адміністративним центром у с. Адамівка.

## Населені пункти
Сільській раді на момент ліквідації були підпорядковані населені пункти:
- с. Адамівка
- с. Любарська Гута

## Населення
Станом на 1929 рік, кількість населення сільської ради складала 841 особу.
Кількість населення ради, станом на 1931 рік, становила 921 особу.

## Історія та адміністративний устрій
Утворена 23 травня 1928 року, як польська національна, в селі Адамівка Мархлевської сільської ради Мархлевського району.
17 жовтня 1935 року, відповідно до постанови ЦВК СРСР «Про розформування Мархлевського і Пулинського районів і про утворення Червоноармійського району Київської області», в зв'язку з ліквідацією Мархлевського району, сільрада увійшла до складу Баранівського району.
14 травня 1939 року, відповідно до указу Президії Верховної ради УРСР «Про утворення Щорського району Житомирської області», раду було включено до складу Щорського району, котрий у 1944 році змінив назву на Довбишський.
11 серпня 1954 року, відповідно до указу Президії ВР УРСР «Про укрупнення сільських рад по Житомирській області», до складу ради були включені села Зятинець та Любарська Гута ліквідованої Любарсько-Гутянської сільської ради Довбишського району. 2 вересня 1954 року с. Зятинець було підпорядковане Турівській сільській раді Довбишського району.
28 листопада 1957 року, внаслідок ліквідації Довбишського району указом Президії Верховної Ради УРСР «Про укрупнення деяких районів Житомирської області», рада увійшла до складу Баранівського району.
Припинила існування 11 січня 1960 року, внаслідок рішення Житомирського облвиконкому «Про зміни в адміністративно-територіальному поділі сільських рад в районах області», територія ради увійшла до складу Довбиської селищної ради Баранівського району.